# Cá mao ếch
Cá mao ếch, cá mang ếch hay cá cóc sạo (Allenbatrachus grunniens) là một loài cá trong chi Allenbatrachus, họ Batrachoididae. Loài cá này phân bố ở Ấn Độ, Philippines, Thái Lan, Campuchia và hạ lưu sông Cửu Long, Việt Nam. Là một loài cá nước lợ, thường sống tại khu vực cửa sông và các bờ biển, là một loài cá ăn thịt thức ăn của chúng đa số là các loài tôm, cá nhỏ, chúng thường có xu hướng ẩn mình giữa các lớp đá hoặc san hô để phục kích con mồi. Kích thước tối đa của loài này có thể đạt đến 30cm. Nên cẩn trọng khi bắt cá vì gai lưng loài này có độc, có thể gây đau buốt và dị ứng. Chúng có thể phát ra âm thanh giống ếch khi bị bắt lên bờ